# Turbonilla perlepida
Turbonilla perlepida är en snäckart som beskrevs av Addison Emery Verrill 1885. Turbonilla perlepida ingår i släktet Turbonilla och familjen Pyramidellidae. Inga underarter finns listade i Catalogue of Life.